# Chłopie
Chłopie − dawna młyńska osada królewska, położona na południowy zachód od Lublina, na lewym brzegu Bystrzycy.

## Historia
Chłopie sąsiadowały od północy i zachodu z Konopnicą, od południa z Sulisławicami i Zemborzycami, a od wschodu z Wrotkowem. Wieś powstała przed rokiem 1383, jednak pierwsza wzmianka o niej pochodzi z roku 1405. Wtedy król Władysław Jagiełło nadał Janowi z Dzierzkowic dochody z tutejszego młyna. Młyn ten upadł do 1418 roku, kiedy to starosta lubelski nadał go ze stawem i łąką niejakiemu Maciejowi. Około 1426 roku młyn się reaktywował, czego dowodzi wzmianka o nadaniu dziesięcin klasztorowi św. Brygidy w Lublinie. W 1439 roku król Władysław Warneńczyk nadał 3 łany w Chłopiu sołtysowi Wrotkowa, a w 1456 Jan Szczekocki odstąpił młyn szlachcicowi Boguszowi w zamian za część wsi Ponikwoda. Wtedy też dziesięciny od tutejszych kmieci i młynarzy pobiera kaplica na zamku w Lublinie. W 1461 roku Chłopie jest własnością Mikołaja Wybiegaja, a w latach 1505-1518 posesorem miejscowego młyna jest Andrzej Sadurka. Miejscowość została wchłonięta przez pobliski Wrotków w 1661 roku.

## Czasy obecne
Ostatnim śladem po nazwie wsi jest folwark chłopski leżący na obszarze byłego Chłopia. Wzmianka o nim pochodzi z początków XX wieku. Nie zachował się on do naszych czasów, podobnie jak młyn i inne zabudowania osady. Przez miejsce, w którym się znajdowało Chłopie, przebiega obecnie ul. Koło. Znajduje się tu także stacja wodociągowa Miejskiego Przedsiębiorstwa Wodociągów i Kanalizacji.